# Le Sauveur (film, 1980)
Pour les articles homonymes, voir Le Sauveur.
Pour plus de détails, voir Fiche technique et Distribution.
Le Sauveur (Спасатель) est un film soviétique réalisé par Sergueï Soloviov, sorti en 1980,.

## Fiche technique
- Photographie : Pavel Lebechev
- Musique : Isaak Chvarts
- Décors : Alexandre Boïm, Alexandre Samulekin
- Montage : Alla Abramova

## Distribution
- Tatiana Droubitch : Assia
- Vassili Michtchenko : Vilia
- Sergueï Chakourov : Larikov
- Olga Beliavskaïa ; Olia
- Alexandre Kaïdanovski : Varaksine
- Ekaterina Vassilieva : Clara